# Trois Cavaliers pour Fort Yuma
Pour plus de détails, voir Fiche technique et Distribution.
Trois Cavaliers pour Fort Yuma (Per pochi dollari ancora) est un western spaghetti italien réalisé en 1966 par Giorgio Ferroni.

## Synopsis
Le major Sanders (Jacques Sernas), Sudiste, continue la lutte après la conclusion de la guerre de Sécession. Gary Diamond (Giuliano Gemma), un ancien repris de justice, dirige des soldats de l'Union pour entraver Sanders avant qu'il achève son raid sur Fort Yuma.

## Fiche technique
- Titre original italien : Per pochi dollari ancora
- Titre français : Trois Cavaliers pour Fort Yuma
- Réalisation : Giorgio Ferroni (sous le nom de « Calvin J. Padget »[1])
- Scénario : Augusto Finocchi, Massimiliano Capriccioli, Sandro Continenza, Remigio Del Grosso (it), Leonardo Martín, Gilles Morris-Dumoulin
- Musique : Gianni Ferrio, avec utilisation d'un thème d'Ennio Morricone[2]
- Photographie : Rafael Pacheco
- Montage : Antonietta Zita
- Production : Edmondo Amati
- Production : Fida Cinematografica, Les Productions Jacques Roitfeld, Epoca Films
- Distribution : Fida Cinematografica
- Pays :  Italie,  France,  Espagne
- Langue : italien
- Format : Couleur par Technicolor • 2,35:1 • Son mono • 35 mm
- Durée : 105 minutes
- Genre : Western spaghetti
- Date de sortie : 
  - Italie : 7 octobre 1966
  - Espagne : 4 mars 1968 (Barcelone) ; 28 avril 1969 (Madrid)
  - France : 31 mai 1968

## Distribution
- Giuliano Gemma (sous le nom de « Montgomery Wood ») (VF : Jean-Pierre Duclos) : Gary Diamond
- Jacques Sernas (VF : Jean-Louis Jemma) : Sanders
- Dan Vadis (VF : Jacques Degor) : Nelson Riggs
- Sophie Daumier (VF : elle-même) : Connie Breastfull
- Nello Pazzafini (sous le nom de « Red Carter ») (VF : Henri-Jacques Huet) : sergent Brian Pitt
- José Calvo (VF : Jean Clarieux) : Gordon / Golden .44
- Ángel del Pozo (VF : Hubert Noël) : capitaine Lefevre
- Arlen Jacques (VF : Lui-même) : Riggs
- Andrea Bosic (VF : Jacques Beauchey) : colonel Davis
- Antonio Molino Rojo : Brian
- Benito Stefanelli (sous le nom de « Benny Reeves ») (VF : Jacques Balutin) : Yuko
- Furio Meniconi (sous le nom de « Men Fury ») (VF : Jean Violette) : Calvin / Tony Newman
- José Manuel Martín : Sam
- Jacques Stany : Élie Murdock
- Lorenzo Robledo (VF : Roger Rudel) : capitaine Taylor
- William Spoletin (VF : Serge Sauvion) : un homme de main
- Dino de Santis (VF : Michel Gatineau) : le sergent nordiste blessé au bras gauche
- Alfonso Rojas (VF : Yves Brainville) : le commandant de Fort Yuma
- Rick Piper (VF : Jean Amadou) : le caporal nordiste Wilson
- Ángel Menéndez (VF : Michel François) : Pablo, le barman